# Musée nordique de l'aquarelle
Le musée nordique de l'aquarelle (Nordiska akvarellmuseet) est situé à Skärhamn, près de la ville de Göteborg (Suède).
Depuis sa création en 2000, le musée a exposé des œuvres de Salvador Dali, Bill Viola, Louis Bourgeois, Elsa Beskow, Anders Zorn, Mats Gustafson et Lars Lerin, entre autres. L'accent est mis sur l'art contemporain et l'objectif du musée est d'examiner la technique de l'aquarelle du point de vue de l'art contemporain et moderne dans le contexte de la tradition de la peinture à l'aquarelle. Le musée n'a pas d'exposition permanente, mais présente 6 à 8 nouvelles expositions par an. Outre les expositions, le musée nordique de l'aquarelle mène des activités éducatives, organise des événements culturels et mène des projets de recherche et de développement. Sur Bockholmen, à côté du musée, il y a cinq studios d'invités qui sont utilisés pour le développement artistique, entre autres, mais qui sont également loués à des particuliers en fonction des disponibilités. Chaque année, la bourse d'art du musée, 7 Days, est attribuée à des artistes professionnels.
Le Musée nordique de l'aquarelle a été conçu par les architectes danois Niels Bruun et Henrik Corfitsen. En 2012, une extension de 400 mètres carrés a été conçue par Tengbom. Outre les salles d'exposition, le bâtiment du musée abrite également des ateliers, un auditorium et un restaurant. Sur un petit îlot à l'extérieur du bâtiment se trouve une sculpture intitulée The Lighthouse of Green Drinking Trays (Le phare des gobelets verts), réalisée par le duo d'artistes allemands Winter/Hoerbelt. Une autre œuvre d'art publique est une sculpture sur le pont qui fait le tour du musée. Elle s'intitule Singing Residents et a été créée par Gunilla Hansson.
Le Musée nordique de l'aquarelle appartient et est géré par une fondation créée par la Société nordique de l'aquarelle et la municipalité de Tjörn. Berndt Arell en a été le directeur de 2000 à 2002 et Bera Nordal lui a succédé.